# Takeo Hiranuma

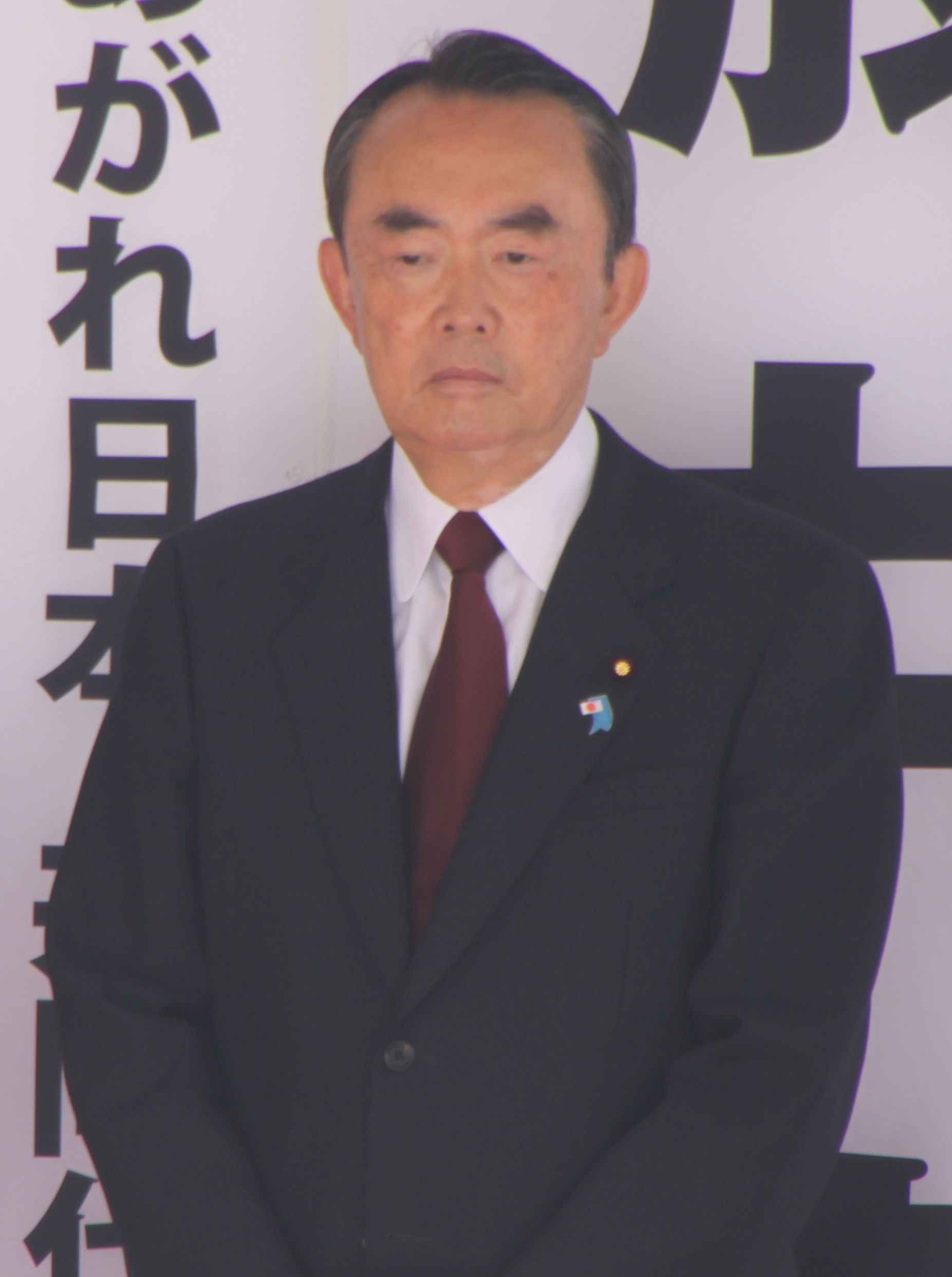
Takeo Hiranuma

Takeo Hiranuma (jap. 平沼 赳夫, Hiranuma Takeo; * 3. August 1939 im Bezirk Shibuya, Tokio, Präfektur Tokio) ist ein ehemaliger japanischer Politiker. Von 1980 bis 2017 war er für zwölf Wahlperioden Abgeordneter im Shūgiin, dem Unterhaus des nationalen Parlaments, für den Wahlkreis Okayama 3 (vor 1996 Okayama 1). Als langjähriges Mitglied der Liberaldemokratischen Partei (LDP) war er Minister in mehreren Kabinetten und saß verschiedenen Shūgiin-Ausschüssen vor, bevor er die Partei 2005 verließ, aber 2015 wieder in die LDP zurückkehrte.
Hiranuma wurde nach Abschluss seines Studiums an der rechtswissenschaftlichen Fakultät der Keiō-Universität 1962 Angestellter des Textilunternehmens Nittō Bōseki, wo er bis 1973 blieb. Seine ersten Kandidaturen für das Shūgiin im damaligen Fünfmandatswahlkreis Okayama 1 scheiterten: 1976 als Parteiloser und 1979 für die LDP. Von 1978 bis 1980 war er Sekretär von Landwirtschaftsminister Ichirō Nakagawa. Im nächsten Versuch bei der Shūgiin-Wahl 1980 erzielte er den höchsten Stimmenanteil im Wahlkreis und wurde dort bis zur Wahlrechtsreform viermal in Folge wiedergewählt, seither sechsmal im Einzelwahlkreis Okayama 3 bestätigt. In der LDP schloss er sich der Nakagawa-Faktion von Ichirō Nakagawa an, die später von Shintarō Ishihara übernommen wurde und schließlich 1984 der Fukuda-Faktion beitrat. In den 1990er Jahren folgte er Shizuka Kamei ins Shisuikai.
1987 wurde Hiranuma parlamentarischer Staatssekretär (seimujikan) im Finanzministerium, in den 1990er Jahren übernahm er den Vorsitz in verschiedenen Shūgiin-Ausschüssen (Finanzen 1991, Landwirtschaft 1993, Geschäftsordnungsausschuss 1996–1997). Im Kabinett Murayama war er von 1995 bis 1996 als Verkehrsminister erstmals Minister. Im Jahr 2000 übernahm er im Kabinett Mori II das MITI und blieb auch im Nachfolgeministerium METI und unter Moris Nachfolger Jun’ichirō Koizumi bis 2003 Minister.
2005 stimmte Hiranuma gegen Koizumis Postprivatisierungsgesetz und musste bei den Neuwahlen 2005 als Parteiloser antreten; die LDP stellte Toshiko Abe als „Attentäter“-Kandidatin auf, aber Hiranuma verteidigte sein Wahlkreismandat klar. Anders als die meisten Postprivatisierungs„rebellen“ kehrte er später nicht in die LDP zurück und schloss sich auch nicht den neuen Parteien der „Rebellen“ NVP oder NPJ an. Für die Shūgiin-Wahl 2009 stellte er stattdessen eine eigene Gruppe von Kandidaten als Hiranuma-Gruppe zusammen. Nach der Wahl gründete er mit zwei weiteren Abgeordneten eine gemeinsame Fraktion.
2010 verließ Hiranuma die Hiranuma-Gruppe und gründete gemeinsam mit weiteren ehemaligen LDP-Politikern Tachiagare Nippon („Steh auf, Japan!“), die er danach als Vorsitzender führte. Anfang 2012 kündigte Hiranuma gemeinsam mit Shizuka Kamei (NVP) und Shintarō Ishihara (parteilos) die Gründung einer neuen Partei an, der sich nach Hoffnung der Initiatoren auch zahlreiche konservative Abgeordnete der beiden großen Parteien anschließen sollten. Im November 2012 begründete er zusammen mit Ishihara die Taiyō no Tō („Partei der Sonne“), die wenige Tage später in der Nippon Ishin no Kai von Tōru Hashimoto, dem ehemaligen Gouverneur von Ōsaka, aufging. Bei der Shūgiin-Wahl 2012 verteidigte Hiranuma seinen Wahlkreis gegen die Liberaldemokratin Toshiko Abe und gewann damit eines von nur zwei Wahlkreismandaten der Ishin no Kai außerhalb der Präfektur Ōsaka. 2014 begründete er mit Ishihara die Jisedai no Tō („Partei der nächsten Generation“), in der er Parteivorsitzender war. Hiranuma war Vorsitzender der Parlamentariergruppe im Nationalparlament der als revisionistisch geltenden Nippon Kaigi (Nippon kaigi Kokkai giin kondankai), der auch Premier Abe, eine Reihe weiterer Minister und zahlreiche Abgeordnete vor allem, aber nicht nur, der LDP angehören.
Zur Wahl 2017 zog sich Hiranuma aus dem Abgeordnetenhaus zurück. Sein Sohn Shōjirō bewarb sich als einer von zwei konservativen Kandidaten ohne LDP-Nominierung für die Nachfolge im Sitz Okayama 3, unterlag aber knapp um weniger als 4000 Stimmen Toshiko Abe, für die die LDP eine Wahlempfehlung abgegeben hatte und die nach erfolgreicher Wahl rückwirkend nachnominiert wurde. Im zweiten Anlauf siegte Shōjirō als unabhängiger Herausforderer bei der Wahl 2021 gegen Abe und trat anschließend der LDP-Fraktion bei.

## Familie
Hiranuma ist der leibliche Sohn des Unternehmers und Politikers Kyōshirō Hiranuma (geb. Nakagawa), der zusammen mit seinem Sohn von Premierminister Baron Kiichirō Hiranuma, einem leiblichen Urgroßonkel Takeo Hiranumas mütterlicherseits, adoptiert wurde. Sein Urgroßvater Yoshirō Hiranuma war Rechtswissenschaftler und leitete die Waseda-Universität. Sein Großvater väterlicherseits, Tomojirō Nakagawa, war Gouverneur von Gunma. Sein Schwiegervater war Yoshimitsu Tokugawa, der Enkel des letzten Shōgun Yoshinobu Tokugawa und damit bis zur Abschaffung des Adels 1947 Herzog und Mitglied des Kizokuin, des Herrenhauses.